# Problepsis venus
Problepsis venus là một loài bướm đêm trong họ Geometridae.